# 5T busz (Tata)
A tatai 5T jelzésű autóbusz a Fellner Jakab utca és a Tóvároskert vasúti megállóhely között közlekedik körjáratként az ipari park érintésével. A járat a nyári tanszünetben módosított menetrenddel közlekedik. A viszonylatot a MÁV Személyszállítási Zrt. üzemelteti.

## Története
A viszonylatot a Volánbusz hozta létre 2023. március 4-én.

## Útvonala
| Fellner Jakab utca → Tom-Ferr Zrt. → Kertváros → Fellner Jakab utca | Fellner Jakab utca → Kertváros → Tom-Ferr Zrt. → Fellner Jakab utca |
| --- | --- |
| Fellner Jakab utca – Fellner Jakab utca – Kocsi utca – Dózsa György utca – Kocsi út – Eszterházy körút – Tesco – Eszterházy körút – Környei út – Kocsi utca – Kossuth tér – Komáromi utca – Május 1. út – Ady Endre utca – Vértesszőlősi út – – Erkel Ferenc utca – Deák Ferenc utca – Gábor Áron utca – Székely Bertalan utca – Baji út – Ady Endre utca – Május 1. út – Komáromi utca – Kossuth tér – Kocsi utca – Fellner Jakab utca – Fellner Jakab utca | Fellner Jakab utca – Fellner Jakab utca – Kocsi utca – Kossuth tér – Komáromi utca – Május 1. út – Ady Endre utca – Vértesszőlősi út – – Erkel Ferenc utca – Deák Ferenc utca – Gábor Áron utca – Székely Bertalan utca – Baji út – Ady Endre utca – Május 1. út – Komáromi utca – Kossuth tér – Kocsi utca – Környei út – Eszterházy körút – Tesco – Eszterházy körút – Kocsi út – Dózsa György utca – Kocsi utca – Fellner Jakab utca – Fellner Jakab utca |

## Megállóhelyei
Az átszállási kapcsolatoknál a 2025 június 21-étől augusztus 31-ig érvényes nyári menetrend szerint vannak feltüntetve.
| 0  | 0  | 0  | 0  | Fellner Jakab utca Végállomás  | 1, 1M, 1R, 1T, 2G, 5, 5AF, 5FA, 7, 8, 9, 9M |
| 1  | 1  | ∫  | ∫  | Dob utca                       | 1R 8472, 8736, 8740 1850 |
| 2  | 2  | ∫  | ∫  | Kocsi úti temető               | 1R 8472, 8736, 8740 1850 |
| 3  | 3  | ∫  | ∫  | Tom-Ferr Zrt.                  | 1R |
| 4  | 4  | ∫  | ∫  | Tesco Áruház                   | 1R, 1T |
| 6  | 6  | ∫  | ∫  | Környei úti temető             | 1R, 1T 8402, 8574, 8587, 8594 |
| 7  | 7  | 1  | 1  | Környei út                     | 1, 1M, 1R, 1T, 2G, 5, 5AF, 5FA, 7, 8, 9, 9M 8402, 8472, 8574, 8587, 8594, 8736, 8740 1850 |
| 8  | 8  | 2  | 3  | Kossuth tér                    | 1, 1M, 1R, 1T, 2G, 5, 5AF, 5FA, 7, 8, 9, 9M 8402, 8472, 8574, 8587, 8594, 8736, 8740 1850 |
| 10 | 10 | 4  | 5  | Május 1. út                    | 1, 1M, 1R, 1T, 2G, 5, 5AF, 5FA, 7, 8, 9, 9M 8465, 8466, 8479, 8726, 8727 |
| 11 | 12 | 5  | 7  | Autóbusz-állomás (Május 1. út) | Helyben: 1, 1M, 1R, 1T, 2G, 5, 5AF, 5FA, 7, 7A, 8, 9, 9M Autóbusz-állomáson: 3, 5A, 5AF, 5FA 804, 814, 8400, 8402, 8406, 8462, 8463, 8465, 8466, 8467, 8472, 8479, 8574, 8587, 8594, 8700, 8706, 8716, 8726, 8727, 8736, 8740 1824, 1841, 1850 |
| 12 | 14 | 6  | 8  | Városközpont                   | 1, 1M, 1R, 1T, 2G, 5, 5A, 5AF, 5FA, 7, 8, 9, 9M 804, 814, 8400, 8406, 8462, 8463, 8465, 8466, 8467, 8472, 8700, 8706, 8716 1824, 1841 |
| 14 | 16 | 8  | 9  | Kristály Szálló                | 5, 5A, 5AF, 5FA 804, 814, 8400, 8462, 8463, 8465, 8466, 8467, 8472, 8479, 8716 1824, 1841, 1850 |
| 15 | 17 | 9  | 11 | Deák Ferenc utca               | 5, 5A, 5AF, 5FA 804, 8400, 8462, 8463, 8465, 8466, 8467, 8472, 8479 1841 |
| 16 | 18 | 10 | 12 | Öveges József utca             | 5, 5A, 5AF, 5FA 804, 8400, 8462, 8463, 8465, 8466, 8467, 8472 1841 |
| 17 | 19 | 11 | 14 | Erkel Ferenc utca              | 5, 5A, 5AF, 5FA |
| 19 | 21 | 13 | 16 | Deák Ferenc utca 40.           | 5, 5A, 5AF, 5FA |
| 20 | 22 | 14 | 17 | Deák Ferenc utca 22.           | 4, 4T, 5, 6, 6T |
| 21 | 23 | 15 | 18 | Tóvároskert vasúti megállóhely | 5, 5A, 5AF, 5FA 8716 S10 G10 |
| 22 | 24 | 16 | 19 | Edzőtábor                      | 5, 5A, 5AF, 5FA 8716 |
| 23 | 25 | 17 | 20 | Tóvársokert, baji elágazás     | 5, 5A, 5AF, 5FA 8716 |
| 24 | 26 | 18 | 21 | Kristály Szálló                | 5, 5A, 5AF, 5FA 804, 814, 8400, 8462, 8463, 8465, 8466, 8467, 8472, 8479, 8716 1824, 1841, 1850 |
| 26 | 28 | 20 | 23 | Városközpont                   | 1, 1M, 1R, 1T, 2G, 5, 5A, 5AF, 5FA, 7, 8, 9, 9M 804, 814, 8400, 8406, 8462, 8463, 8465, 8466, 8467, 8472, 8700, 8706, 8716 1824, 1841 |
| 27 | 30 | 21 | 24 | Autóbusz-állomás (Május 1. út) | Helyben: 1, 1M, 1R, 1T, 2G, 5, 5AF, 5FA, 7, 7A, 8, 9, 9M Autóbusz-állomáson: 3, 5A, 5AF, 5FA 804, 814, 8400, 8402, 8406, 8462, 8463, 8465, 8466, 8467, 8472, 8479, 8574, 8587, 8594, 8700, 8706, 8716, 8726, 8727, 8736, 8740 1824, 1841, 1850 |
| 28 | 32 | 22 | 25 | Május 1. út                    | 1, 1M, 1R, 1T, 2G, 5, 5AF, 5FA, 7, 8, 9, 9M 8465, 8466, 8479, 8726, 8727 |
| 29 | 33 | 23 | 27 | Kossuth tér                    | 1, 1M, 1R, 1T, 2G, 5, 5AF, 5FA, 7, 8, 9, 9M 8402, 8472, 8574, 8587, 8594, 8736, 8740 1850 |
| 30 | 34 | 24 | 28 | Környei út                     | 1, 1M, 1R, 1T, 2G, 5, 5AF, 5FA, 7, 8, 9, 9M 8402, 8472, 8574, 8587, 8594, 8736, 8740 1850 |
| ∫  | ∫  | 25 | 29 | Környei úti temető             | 1R, 1T 8402, 8574, 8587, 8594 |
| ∫  | ∫  | 27 | 31 | Tesco Áruház                   | 1R, 1T |
| ∫  | ∫  | 28 | 32 | Tom-Ferr Zrt.                  | 1R |
| ∫  | ∫  | 29 | 33 | Kocsi úti temető               | 1R 8472, 8736, 8740 1850 |
| ∫  | ∫  | 30 | 34 | Dob utca                       | 1R 8472, 8736, 8740 1850 |
| 32 | 36 | 31 | 35 | Fellner Jakab utca Végállomás  | 1, 1M, 1R, 1T, 2G, 5, 5AF, 5FA, 7, 8, 9, 9M |

## Külaő hivatkozások
- Vonalhálózati térképek. Volánbusz. (Hozzáférés: 2024. július 18.)
- Vonalhálózati térképek. MÁV-csoport. (Hozzáférés: 2025. január 29.)